# عبد الرحمان شيبان
ولد عبد الرحمان شيبان في 23 فيفري 1918م في قرية الشرفة دائرة مشدالة ولاية البويرة، الجزائر. رئيس جمعية العلماء المسلمين الجزائريين من سنة 1999 إلى سنة 2011. توفي صبيحة يوم الجمعة 12 أوت سنة 2011 عن عمر يناهز 93 سنة.

## حياته
تعلم عبد الرحمان شيبان في كُتّاب قريته، بعدها أكمل دراسته في مدرسة جمعية العلماء المسلمين الجزائريين على يد عبد الحميد بن باديس، ثم غادر الجزائر باتجاه تونس لإكمال دراسته في جامع الزيتونة. وبعد استقلال الجزائر عام 1962م شغل الشيخ عبد الرحمان شيبان كمفتش عام للتربية الوطنية. 
تعلم القرآن الكريم وتلقى مبادئ العربية، والتوحيد، والفقه، بمسقط رأسه وبالزاوية السحنونية بالزواوة، وبني وّغْليس، على الضفة الشمالية لوادي الصومام (بجاية).
بعدها أكمل دراسته في مدرسة جمعية العلماء المسلمين الجزائريين على يد عبد الحميد بن باديس، 
وفي العشرين من عمره شدَّ الرحال إلى الجامعة الزيتونية بتونس سنة 1938، ونال شهادة التحصيل في العلوم سنة 1947م، وإلى جانب ذلك كان يقوم بالنشاط الثقافي، وترأس جمعية الطلبة الزيتونيين الجزائريين ب تونس.

## بعد التخرج
- في سنة 1948 عينه رئيس جمعية العلماء المسلمين الجزائريين الشيخ محمد البشير الإبراهيمي أستاذا للبلاغة والأدب العربي بمعهد الإمام عبد الحميد بن باديس بقسنطينة.
- وفي سنة 1954 صنف من أساتذة الطبقة الأولى بالمعهد (مستوى شهادة عالمية) وذلك بقرار من المجلس الإداري لجمعية العلماء إلى جانب الأساتذة:

الشيخ نعيم النعيمي، والشيخ احمد حماني والشيخ عبد المجيد حيرش، والشيخ عبد القادر الياجوري، وغيرهم – -
- عضو عامل في جمعية العلماء.
- عضو في لجنة التعليم العليا المكلفة بإعداد مناهج التربية والتعليم، والكتب المدرسية بمدارس الجمعية المنتشرة في أرجاء القطر الجزائري.
- محرر في الجرائد الجزائرية: النجاح، والمنار، والشعلة.
- من الكُتاب الدائمين في جريدة (البصائر) لسان حال جمعية العلماء المسلمين الجزائريين، بتكليف من الإمام الإبراهيمي، المدير المسؤول عن الجريدة، فكان من مقالاته:

1. جهاد أدبي أو فلسطين والشيخ الإبراهيمي (ماي 1948).
2. ماذا ننتظر لإمداد فلسطين (جوان 1948).
3. الإسلام شريعة الجهاد والاجتهاد (جوان 1948).
4. المعهد ومستقبل الأدب الجزائري (سبتمبر 1949).- الجزائر للجزائريين (أفريل 1955).- الذكرى الخامسة عشرة لبطل الجزائر ابن باديس (أفريل 1955).- # # القضية الجزائرية قضية حرية أو موت (أفريل 1956).

- التحاقه بالثورة والعمل في ميدان الإعلام التابع لها:
- من المجاهدين في المنظمة المدنية لجبهة التحرير الوطني.
- عضو في لجنة الإعلام للجبهة، ومشارك في تحرير جريدة (المقاومة الجزائرية، لسان حال جبهة وجيش التحرير الوطني، وفيها كتب عدة مقالات هامة تحت ركن «صفحات خالدة من الإسلام» يسقط فيها الماضي على الحاضر، رأس تحرير مجلة (الشباب الجزائري).
- وفي سنة 1960 عُين مستشارا لرئيس بعثة الثورة الجزائرية بليبيا.

## بعد استقلال الجزائر
جمع نخبة من أعضاء جمعية العلماء ومعلميها، لإحباط دعوة تجعل «اللائكية» أساسا للدستور الجزائري المقبل، نشرته الصحافة الجزائرية الناطقة بالفرنسية في 9 أوت 1962، فكان الرد الحاسم بتوجيه نداء إلى الشعب الجزائري للتمسك بدينه، نُشر في الصحافة الجزائرية الناطقة بالفرنسية في 22 أوت 1962، ونشرته صحيفة بريطانية في أواخر أوت 1962.
انتخِب عضوا في المجلس الوطني التأسيسي في فجر الاستقلال سنة 1962، حيث كان مُقررا «للجنة التربية الوطنية».- كان من أعضاء اللجنة المكلفة بإعداد دستور الجزائر، حيث ساهم مساهمة إيجابية مع مجموعة من النواب من أهل العلم والجهاد في جعل الإسلام دين الدولة و«العربية اللغة الوطنية الرسمية»، خلافا للتيار التغريبي الذي طالب بإصرار بأن يكون «الإسلام دين الشعب» و«العربية لغة الشعب»، حتى لا يكون للدولة الجزائرية الوليدة أي التزام بتطبيق تعاليم الإسلام، واستعمال اللغة العربية في أجهزة الدولة.- عُين مفتشا عاما للغة والأدب العربي، والتربية الإسلامية في مؤسسات التعليم الثانوي الرسمي، وصُنف في درجة حملة (شهادة الليسانس) بمرسوم رئاسي. 

في مارس 1964.- كان نائبا للمرحوم الشيخ محمد البشير الإبراهيمي في رئاسة اللجنة الوزارية المكلفة بإدراج المعلمين والأساتذة الذين كانوا في التعليم العربي الإسلامي الحر، وقد نجح بمعية بعض النواب العلماء في استصدار مرسوم رئاسي يقضي بإدماج المعلمين الأحرار في سلك التعليم الرسمي حسب درجاتهم.- ومن اللطائف أن المرسوم الذي صدر في شأن إدراج هؤلاء المعلمين في التعليم الرسمي، نص على أن المعلمين لا يستفيدون من تطبيق هذا المرسوم، إلا إذا التحقوا بالمدرسة فعلا، خلافا لمن كانوا يعملون في سلك القطاع الديني بصفتهم أئمة، فهؤلاء ظلوا يتلقون منحا زهيدة لا تتجاوز 45 ألف سنتيم. في ذلك الوقت.

كما عمل أيضا على إزالة الجفوة التي وقعت بين الشيخ الإبراهيمي والرئيس أحمد بن بلة، بسبب بيان 16 أفريل 1964 الذي أصدره الشيخ الإبراهيمي مستنكرا فيه الأوضاع التي آلت إليها الجزائر في مختلف المجالات: الدينية، والاجتماعية، والسياسية، رغم أن بعضا من رجال الجمعية لم يؤيدوا الشيخ الإبراهيمي في موقفه الذي أملته عليه مبادئ الجمعية.
تولى رئاسة اللجنة الوطنية المكلفة بالبحث التربوي التطبيقي والتأليف المدرسي، للمرحلتين: الإعدادية والثانوية بوزارة التربية الوطنية، حيث أشرف على تأليف نحو (20) كتابا في القراءة، والأدب، والنقد، والتراجم، والبلاغة، والعروض، والتربية الإسلامية.- شارك في ندوات في التربية والتعليم بـ (اليونسكو)، وكان له شرف المشاركة في الوفد الذي ترأسه معالي الدكتور أحمد طالب إبراهيمي –وزير التربية الوطنية- سنة 1966. ومن المواضيع الأساسية التي كانت مطروحة في تلك الدورة اعتماد لغة رسمية خامسة تضاف إلى اللغات العالمية الأخرى (الإنجليزية، الفرنسية، الإسبانية، الروسية) وكانت اللغات المرشحة لنيل هذا الشرف العالمي كثيرة منها: العربية، والصينية، والهندية، والفارسية. ولكن كانت إيران هي أكبر المرشحين حظا لترسيم لغتها الفارسية كلغة عالمية، وقد حرصت إيران على توفير كل فرص النجاح لمسعاها ماديا ومعنويا، فسعى الشيخ عبد الرحمان شيبان إلى الاتصال بالوفد الإيراني لإقناعهم بسحب ترشيحهم، وكان من بين ما قاله لهم: «إن اللغة العربية هي لغة عقيدة وحضارة، قبل أن تكون لغة قومية، والدليل على ذلك أن المساهمة في بناء مجد الحضارة العربية الإسلامية كانت لشخصيات من أصول فارسية، نبغوا في مختلف ميادين الثقافة العربية، وإن الوفاء أولئك العباقرة والتمجيد الحقيقي لهم، إنما يكون بالدفاع عن اللغة التي كتبوا بها، وخلدوا ذكرهم ببناء صرح حضارتها، وترقية ثقافتها.. فاقتنع الوفد الإيراني وسحبوا ترشيحهم لصالح اللغة العربية». كما سعى مع وفود عربية لإقناع الوفد الأمريكي باعتراضه على ترسيم اللغة العربية، يؤيدهم في ذلك الاعتراض بريطانيا، وفرنسا، وإسرائيل، ونجح الشيخ شيبان في هذا المسعى أيضا. وبذلك صدر في هذه الدورة 14 قرار اعتماد اللغة العربية اللغة الخامسة الرسمية لهيئة اليونسكو، على أن يطبق هذا القرار في العام 1968، وقد نشرت جريدة الشعب البيان بتاريخ 19 نوفمبر 1966، في العدد 1219 تحت عنوان: «العربية تصبح لغة رسمية في منظمة اليونسكو» (بأغلبية 50 صوتا ضد 11، وامتناع 10 عن التصويت بعد مناقشات دامت عدة أيام).

## في المجال الدعوي والديني
- عضو في المجلس الإسلامي الأعلى، والمشاركة في الندوات العلمية والدينية والتربوية، داخل الوطن وخارجه.
- عُين وزيرا للشؤون الدينية لمدة ست سنوات (1980 – 1986) حيث أشرف على تنظيم (6) ملتقيات سنوية للفكر الإسلامي منها: ملتقى للقرآن الكريم، فالسنة النبوية، فالاجتهاد، فالصحوة الإسلامية، فالإسلام والغزو الثقافي، فالإسلام والعلوم الإنسانية.- عضو من المؤسسين لمجمع الفقه الإسلامي الدولي ممثلا للجزائر حتى الآن.
- ساهم مساهمة فعالة في تأسيس معهد أصول الدين بالعاصمة (كلية العلوم الإسلامية حاليا). بذل جهدا في افتتاح «جامعة الأمير عبد القادر للعلوم الإسلامية» بقسنطينة، وتعيين الداعية المصلح الإسلامي الشيخ محمد الغزالي رئيسا لمجلسها العلمي، وتمكينه من إلقاء دروسه المتلفزة المشهورة المتمثلة في حديث الاثنين.- طبع آثار إمام النهضة الجزائرية الشيخ عبد الحميد بن باديس، وفي طليعتها: (مجالس التذكير من كلام الحكيم الخبير، ومجالس التذكير من حديث البشير النذير)، وهي مجموعة من الآيات القرآنية والأحاديث النبوية التي نشرها في افتتاحيات مجلته (الشهاب).- شجع قراءة صحيح البخاري، رواية ودراية، في مساجد العاصمة وفي أرجاء الجزائر.- رأس بعثات الحج الجزائرية إلى الأراضي المقدسة (1980-1986).
- بعد التقاعد:

1. ساهم في تجديد نشاط جمعية العلماء المسلمين الجزائريين منذ 1991 بعد صدور الإذن بتكوين مختلف هيئات المجتمع المدني، حيث كان النائب الأول لرئيس الجمعية الشيخ أحمد حماني – -، ورئيسا لتحرير البصائر لسان حالها.
2. داوم على إلقاء دروس دينية في التفسير، والحديث، والسيرة النبوية، والتاريخ الإسلامي، في المساجد، والمراكز الثقافية في العاصمة وغيرها.- تولى رئاسة جمعية العلماء المسلمين الجزائريين، وإدارة جريدة البصائر الأسبوعية، لسان حال الجمعية منذ سنة 1999 م وعلى صفحاتها دافع كما لم يدافع أحد قبله عن الجمعية ورد الشبهات حولها في سلسلة من المقالات تحت عنوان (حقائق وأباطيل) نرجو أن ترى النور في كتاب يصدر لاحقا (إن شاء الله).
3. استرجع في 27 جانفي 2002 (نادي الترقي) التاريخي الذي وُلدت في أحضانه جمعية العلماء بالعاصمة سنة 1931 فاستأنف نشاطاته بمحاضرات أسبوعية.- بعث تراث جمعية العلماء المتمثل في جرائدها: الشريعة، السنة، الصراط، الشهاب، والبصائر كاملة (12 مجلدا).- أسس وأشرف على شُعب جمعية العلماء في مختلف الولايات.

## بعض ما قيل عن الشيخ
- كما كتبت عنه مؤسسة إعلامية تسمى: (indigo- publications) في عدد خاص بالجزائر تحت عنوان: (الجزائر ورجال الحكم Algérie les hommes du pouvoir) مقال في الصفحة 73: «عبد الرحمان شيبان رئيس جمعية العلماء المسلمين (حارس القيم الإسلامية Le gardien des valeurs Islamiques)».
- كتب عنه الدكتور يحيى الغوثاني المشرف العام لمنتدى البحوث والدراسات القرآنية سنة 2006 ما يلي: (التقيت بعدد من العلماء المعمرين الذين أدركوا الشيخ عبد الحميد بن باديس، والشيخ محمد البشير الإبراهيمي، ومن هؤلاء العلامة المعمر الكبير الشيخ عبد الرحمان شيبان، هذا الرجل الذي يبدو عليه أنه شاب، لما يحتويه بين جوانحه من همة ونشاط، وحب لهذه الدعوة)

### إجازاته
وقد أجازه بمروياتهم العلمية وأسانيدهم، العلماء الآتية أسماؤهم:
- العالم المكِّي الشيخ محمد العلوي.
- فضيلة الشيخ العلامة مفتي سوريا الأسبق الشيخ أحمد كفتارو..- وسماحة الأستاذ الدكتور محمد الحبيب بلخوجة الأمين العام لمجمع الفقه الإسلامي –

## وفاته
توفي يوم الجمعة 12 اوت 2011م الموافق ل 12 رمضان 1432ه عن عمر يناهز 93 سنة.